# 1921 في فرنسا
فيما يلي قوائم الأحداث التي وقعت خلال عام 1921 في فرنسا.

## سياسة

### تعيين في المنصب
- 1 يناير – لوسيان سان المقيم العام الفرنسي (تونس).

## رياضة
- 27 مارس – سباق باريس روبيه 1921 الفائزون فرنسيس باليسر، ليون سيور، هنري باليسر.

## ظهور
- 1 يناير – البقرة الضاحكة البقرة الضاحكة.

## كتب
من الكتب التي صدرت هذه السنة في فرنسا:
- 1 يونيو – أسنان النمر من تأليف موريس لوبلان.

## مواليد

### يناير
- 1 يناير – سيزار بالداكيني نحات فرنسي.
- 2 يناير – جيان لوتشيانو لاعب كرة قدم.
- 6 يناير – لويس ديبريز درّاج طريق فرنسي.
- 18 يناير – سيرج جروسار صحفي فرنسي.
- 23 يناير – لويس كابوت

### فبراير
- 11 فبراير – جاك فريدل فيزيائي فرنسي.
- 16 فبراير – جان بيرا

### مارس
- 11 مارس – إليزابيث ماكسويل مؤرخة من المملكة المتحدة.
- 14 أغسطس – مارسيل لو كلارك ناشر فرنسي.
- 18 مارس – روبرت لومبارد ممثل فرنسي.

### مايو
- 1 مايو – غيلبرت دوراند فيلسوف فرنسي.
- 6 مايو – جاك فافر لاعب كرة قدم.
- 22 مايو – جان بيلفير لاعب كرة قدم فرنسي.

### يونيو
- 9 يونيو – جان لاكوتور كاتب فرنسي.
- 10 يونيو – جان روبك دراج فرنسي.
- 14 يونيو – كريستيان بونيت سياسي فرنسي.
- 15 يونيو – جاك بيري كاتب فرنسي.
- 19 يونيو – لويس جوردان
- 29 يونيو – هاري شيل

### يوليو
- 2 يوليو – رولاند بايلي ممثل فرنسي.
- 4 يوليو – جيرارد ديبرو
- 8 يوليو – إدغار موران

### أغسطس
- 14 أغسطس – مارسيل لو كلارك ناشر فرنسي.
- 27 أغسطس – أونري غيران لاعب كرة قدم فرنسي.

### أكتوبر
- 22 أكتوبر – جورج براسانس

### نوفمبر
- 1 نوفمبر – أندريه غريلون
- 15 نوفمبر – أحمد وهبي مغني جزائري.

### ديسمبر
- 28 ديسمبر – فيليب ديغول

## وفيات

### يونيو
- 28 يونيو – الياس كولبير (مواليد 1829) صحفي أمريكي.

### يوليو
- 16 يوليو – لويس موداي (مواليد 1857)
- 31 يوليو – ادمون بيرير (مواليد 1844)

### نوفمبر
- 13 نوفمبر – غاستون ميشيل (مواليد 1856) ممثل فرنسي.

### ديسمبر
- 1 ديسمبر – جوليس جيرارد (مواليد 1839)
- 16 ديسمبر – كامي سان صانز (مواليد 1835)